# Pravda o Charliem
Pravda o Charliem (v anglickém originále The Truth About Charlie) je americký filmový thriller z roku 2002. Jde o remake filmu Šaráda z roku 1963, jehož režisérem byl Stanley Donen. Film natočil režisér Jonathan Demme, který se rovněž podílel na psaní scénáře a produkci. Ve filmu hráli Mark Wahlberg, Thandie Newton, Stephen Dillane, Tim Robbins, Agnès Varda a další. Scenárista původního filmu Peter Stone nebyl spokojen s touto verzí a odmítl být v titulcích uveden pod svým skutečným jménem (nakonec byl uveden jako Peter Joshua). Kameramanem filmu byl Tak Fujimoto, který s Demmem v minulosti spolupracoval na několika dalších snímcích.